# 卡爾 (英國駐華大使)

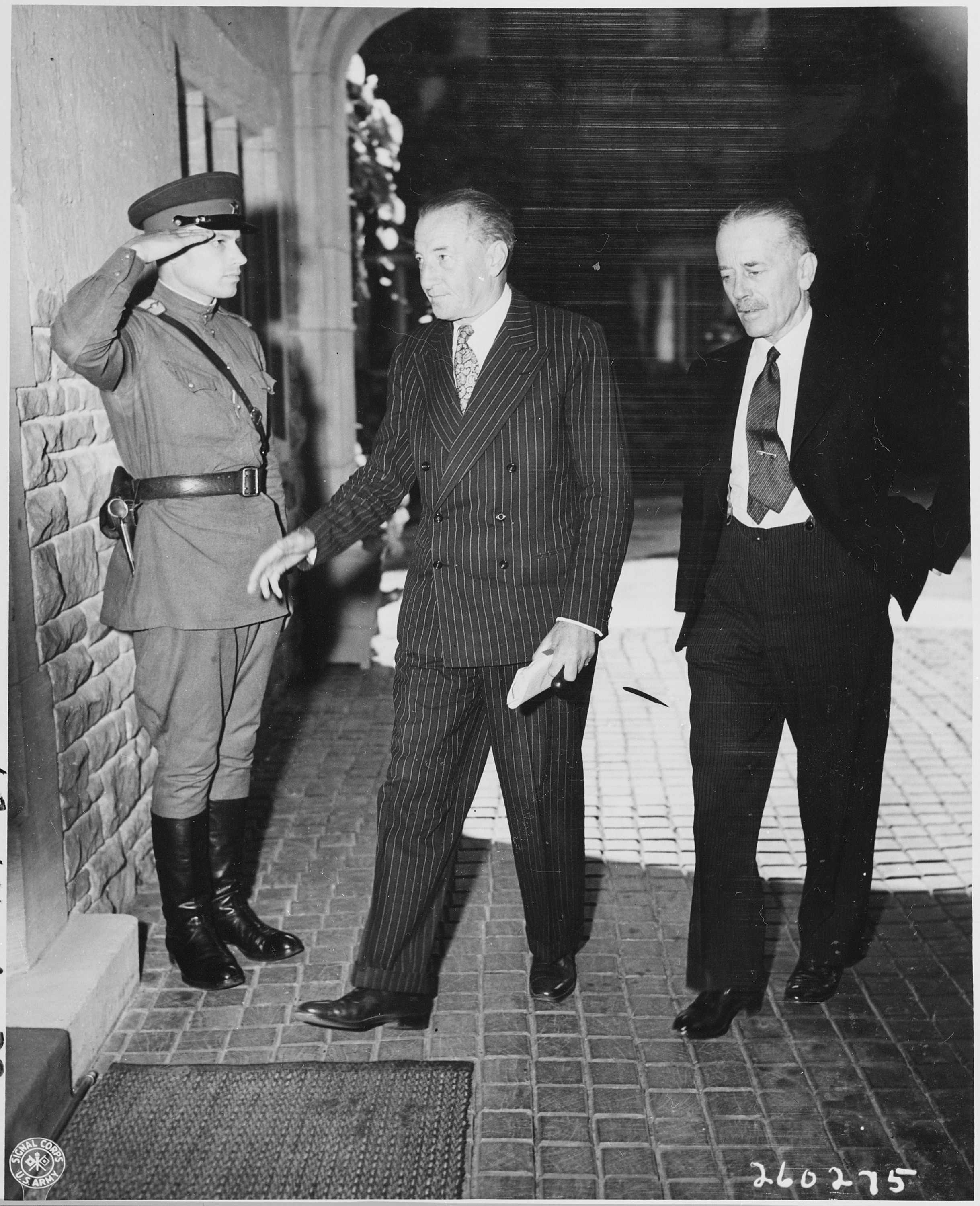
卡爾（中）

第一代燕華查普爾男爵卡爾，GCMG，PC（Archibald Clark Kerr, 1st Baron Inverchapel，1882年3月12日—1951年7月5日），1935年至1946年間稱為卡爾爵士（Sir Archibald Clark Kerr），是英國外交官。1938至1942年任英國駐華大使。1942至1946年任英國駐蘇聯大使，1946至1948年任英國駐美國大使。